# Gymnopis multiplicata
Gymnopis multiplicata là một loài lưỡng cư thuộc họ Caeciliidae.
Loài này có ở Costa Rica, Honduras, Nicaragua, Panama, và có thể cả Guatemala.
Môi trường sống tự nhiên của chúng là rừng khô nhiệt đới hoặc cận nhiệt đới, rừng ẩm vùng đất thấp nhiệt đới hoặc cận nhiệt đới, vùng núi ẩm nhiệt đới hoặc cận nhiệt đới, vùng đồng cỏ, các đồn điền, vườn nông thôn, và các vùng đô thị.